# Woustviller
Ne doit pas être confondu avec Wustweiler.
Woustviller [vustvilɛʁ] est une commune française située dans le département de la Moselle et le bassin de vie de la Moselle-Est, en région Grand Est.

## Géographie

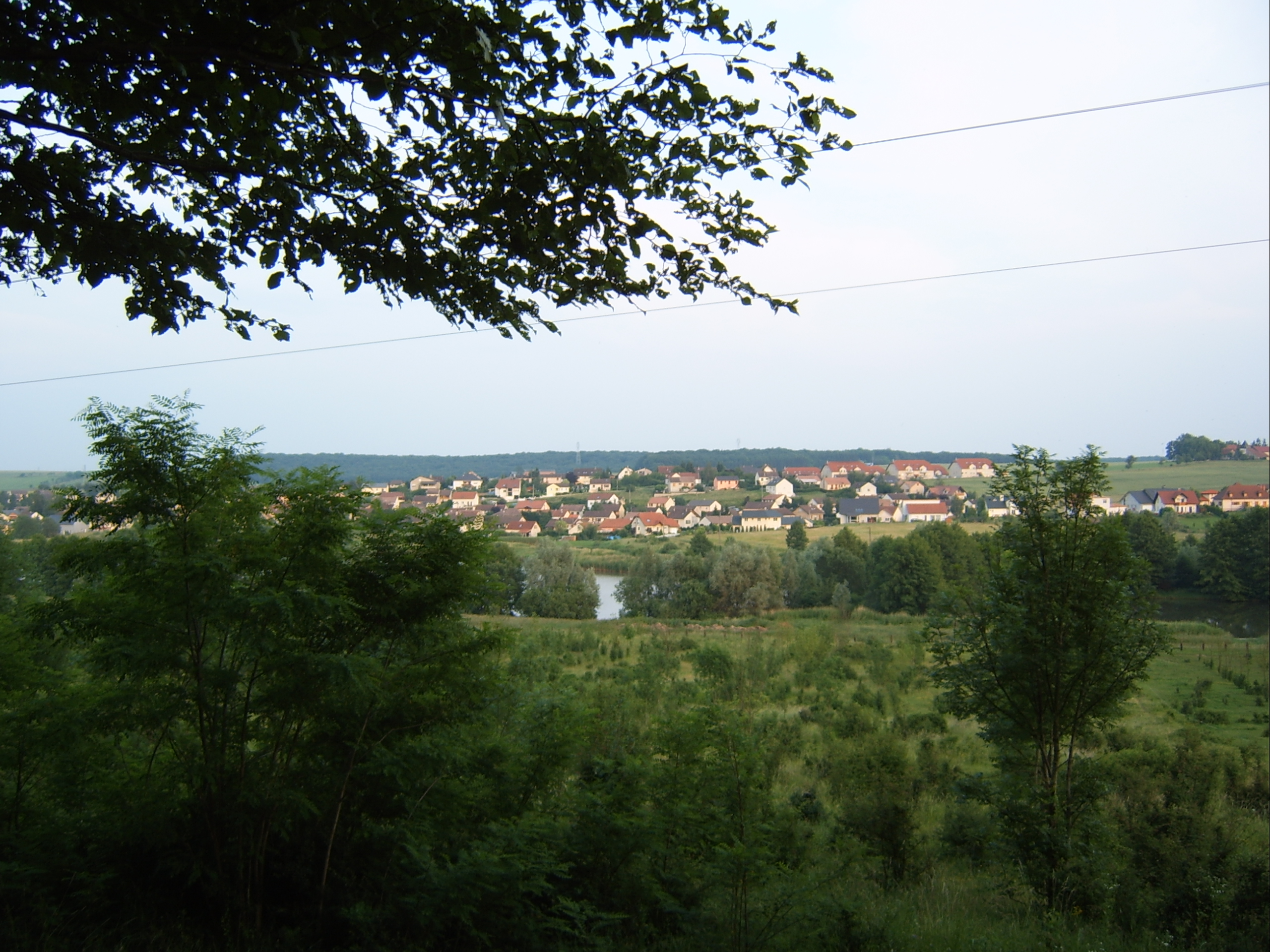
Vue de Woustviller.

- 1Carte dynamique
- 2Carte OpenStreetMap
- 3Carte topographique
- 4Carte avec les communes environnantes

.

### Communes limitrophes
| Ippling      |             | Sarreguemines |
| Hundling     | Woustviller | Hambach       |
| Ernestviller | Grundviller |               |

### Hydrographie
La commune est située dans le bassin versant du Rhin au sein du bassin Rhin-Meuse. Elle est drainée par le ruisseau l'Altwiesenbach et le ruisseau de Woustviller.
Le ruisseau l'Altwiesenbach, d'une longueur totale de 11 km, prend sa source dans la commune de Loupershouse et se jette  dans la Sarre à Sarreguemines, après avoir traversé sept communes.

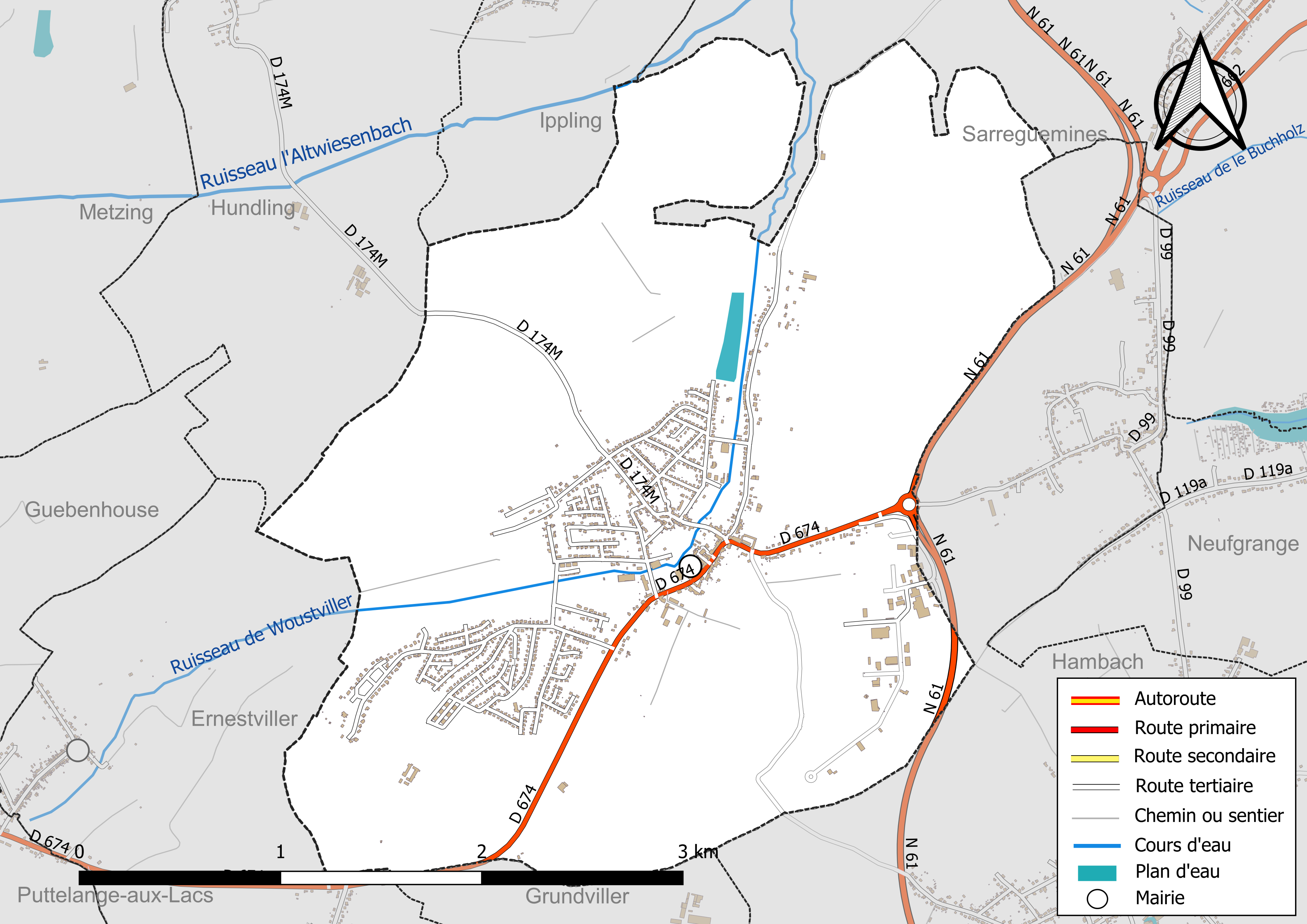
Réseaux hydrographique et routier de Woustviller.

La qualité des eaux des principaux cours d’eau de la commune, notamment du ruisseau l'Altwiesenbach, peut être consultée sur un site dédié géré par les agences de l’eau et l’Agence française pour la biodiversité.

### Climat
Pour des articles plus généraux, voir Climat du Grand Est et Climat de la Moselle.
En 2010, le climat de la commune est de type climat des marges montargnardes, selon une étude du Centre national de la recherche scientifique s'appuyant sur une série de données couvrant la période 1971-2000. En 2020, Météo-France publie une typologie des climats de la France métropolitaine dans laquelle la commune est exposée à un climat semi-continental et est dans la région climatique  Vosges, caractérisée par une pluviométrie très élevée (1 500 à 2 000 mm/an) en toutes saisons et un hiver rude (moins de 1 °C). 
Pour la période 1971-2000, la température annuelle moyenne est de 9,9 °C, avec une amplitude thermique annuelle de 17,1 °C. Le cumul annuel moyen de précipitations est de 858 mm, avec 11,8 jours de précipitations en janvier et 9,3 jours en juillet. Pour la période 1991-2020, la température moyenne annuelle observée sur la station météorologique de Météo-France la plus proche, « Kappelkinger_sapc », sur la commune de Kappelkinger à 14 km à vol d'oiseau, est de 10,6 °C et le cumul annuel moyen de précipitations est de 772,6 mm. 
La température maximale relevée sur cette station est de 38,8 °C, atteinte le 25 juillet 2019 ; la température minimale est de −19,6 °C, atteinte le 26 décembre 2010,,. 
Les paramètres climatiques de la commune ont été estimés pour le milieu du siècle (2041-2070) selon différents scénarios d'émission de gaz à effet de serre à partir des nouvelles projections climatiques de référence DRIAS-2020. Ils sont consultables sur un site dédié publié par Météo-France en novembre 2022.

## Urbanisme

### Typologie
Au 1er janvier 2024, Woustviller est catégorisée bourg rural, selon la nouvelle grille communale de densité à sept niveaux définie par l'Insee en 2022.
Elle appartient à l'unité urbaine de Woustviller, une unité urbaine monocommunale constituant une ville isolée,. Par ailleurs la commune fait partie de l'aire d'attraction de Sarreguemines (partie française), dont elle est une commune de la couronne,. Cette aire, qui regroupe 48 communes, est catégorisée dans les aires de 50 000 à moins de 200 000 habitants,.

### Occupation des sols
L'occupation des sols de la commune, telle qu'elle ressort de la base de données européenne d’occupation biophysique des sols Corine Land Cover (CLC), est marquée par l'importance des territoires agricoles (53,5 % en 2018), en diminution par rapport à 1990 (56,3 %). La répartition détaillée en 2018 est la suivante : 
prairies (30,9 %), forêts (25,5 %), terres arables (20,7 %), zones urbanisées (18,1 %), eaux continentales (2,7 %), zones agricoles hétérogènes (1,9 %), zones humides intérieures (0,2 %). L'évolution de l’occupation des sols de la commune et de ses infrastructures peut être observée sur les différentes représentations cartographiques du territoire : la carte de Cassini (XVIIIe siècle), la carte d'état-major (1820-1866) et les cartes ou photos aériennes de l'IGN pour la période actuelle (1950 à aujourd'hui).

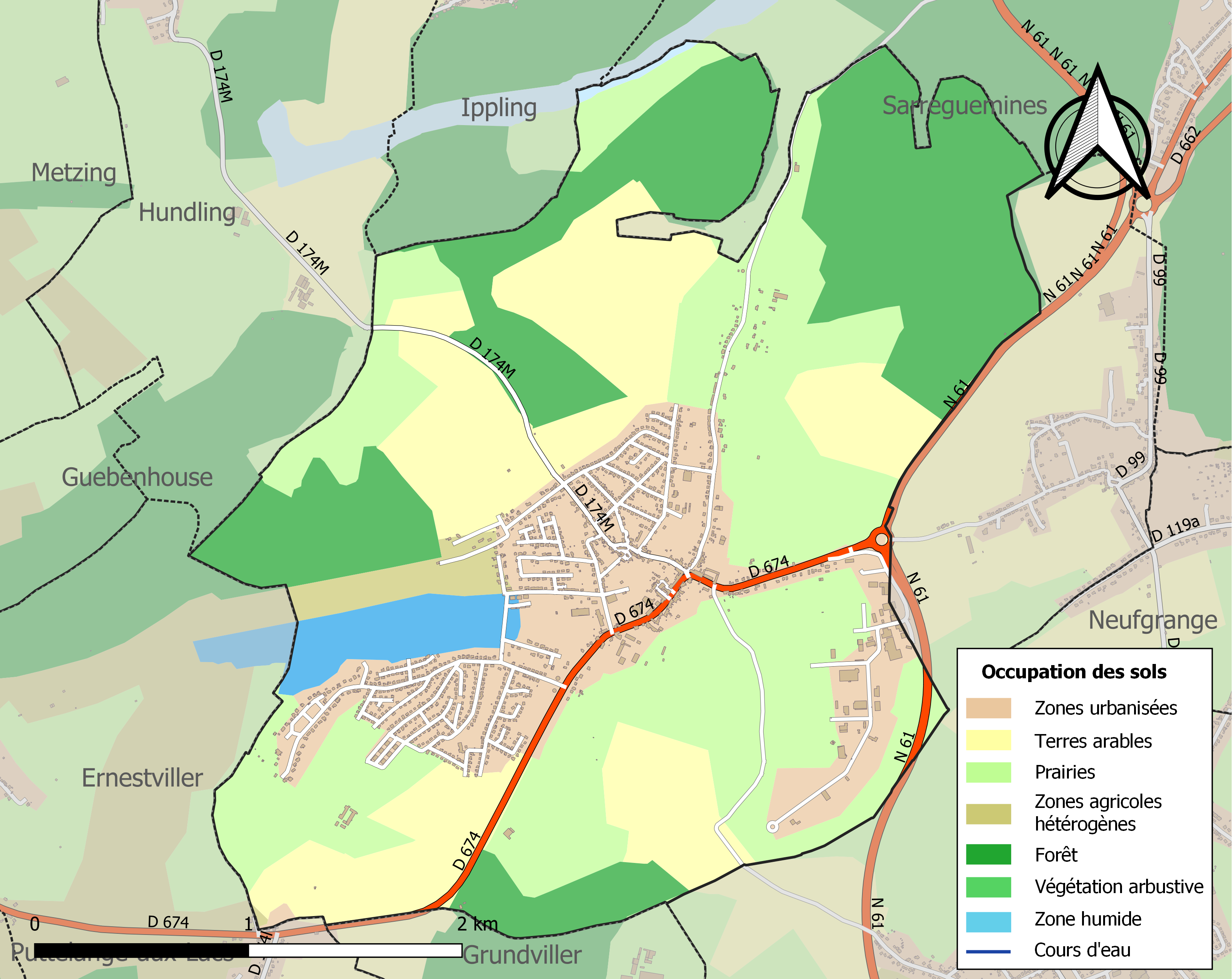
Carte des infrastructures et de l'occupation des sols de la commune en 2018 (CLC).

## Toponymie
- Woustviller signifierait « village placé dans un terrain inculte (ravagé) »[15].
- En francique lorrain : Wuschwiller[16].
- Hildemannsweiler (1179) ; Hangweiller, Wilre, Bergweiler (1232) ; Weiler (1570) ; Westweiller (1606) ; Westwyler (XVIIe siècle) ; Hildemannsweiler & Wutzveiller (1720) ; Woustweiler (1782) ; Wustwiller (carte Cassini)[17] ; Woustviller (1793) ; Woustveiller (1801)[18] ; Woustwiller et Wustwiller (XIXe siècle)[19] ; Wustweiler (1871) ; Woustviller (1919).
- Sobriquet des habitants : Wuschwiller Rideaux-Wackler (les remueurs de rideaux de Woustviller)[20].

## Histoire
En 1179, le village était composé de trois hameaux qui ont été détruits par la guerre de Trente Ans : Hildemannsweiler, Wilre ou Hangweiler; Berg ou Bergweiler et Brühl. Il fut construit vers la fin du XVIIe siècle sur les ruines dont les confins vacants lui furent attribués.
Village d'Empire enclavé dans la Lorraine et appartenant au comté de Bliescastel, il est Cédé à la France par des traités de 1781 et 1782, il fut ensuite incorporé à la baronnie de Welferding.
En 1939, la population fut évacuée en Charente. Le village fut bombardé et libéré par l'artillerie américaine en 1944. Sinistré à 70 %, il fut reconstruit de 1945 à 1959.

## Politique et administration

### Liste des maires
| Période   | Période   | Identité                    | Étiquette | Qualité                                                                      |
| --------- | --------- | --------------------------- | --------- | ---------------------------------------------------------------------------- |
| mars 1959 | juin 1995 | Joseph Gross                | DVD       |                                                                              |
| juin 1995 | En cours  | Sonya Cristinelli-Fraiboeuf | MPF-LR    | Fonctionnaire Conseillère départementale du canton de Sarralbe (depuis 2015) |

## Démographie
L'évolution du nombre d'habitants est connue à travers les recensements de la population effectués dans la commune depuis 1793. Pour les communes de moins de 10 000 habitants, une enquête de recensement portant sur toute la population est réalisée tous les cinq ans, les populations de référence des années intermédiaires étant quant à elles estimées par interpolation ou extrapolation. Pour la commune, le premier recensement exhaustif entrant dans le cadre du nouveau dispositif a été réalisé en 2005.

En 2022, la commune comptait 2 822 habitants, en évolution de −11,65 % par rapport à 2016 (Moselle : +0,52 %, France hors Mayotte : +2,11 %).
| 1793 | 1800 | 1806 | 1821 | 1836 | 1841 | 1861 | 1866 | 1871 |
| ---- | ---- | ---- | ---- | ---- | ---- | ---- | ---- | ---- |
| 365  | 462  | 455  | 492  | 557  | 600  | 618  | 599  | 622  |

| 1875 | 1880 | 1885 | 1890 | 1895 | 1900 | 1905 | 1910 | 1921 |
| ---- | ---- | ---- | ---- | ---- | ---- | ---- | ---- | ---- |
| 599  | 609  | 591  | 563  | 587  | 536  | 550  | 507  | 481  |

| 1926 | 1931 | 1936 | 1946 | 1954 | 1962 | 1968 | 1975  | 1982  |
| ---- | ---- | ---- | ---- | ---- | ---- | ---- | ----- | ----- |
| 516  | 474  | 496  | 490  | 536  | 574  | 736  | 1 107 | 1 970 |

| 1990  | 1999  | 2005  | 2006  | 2010  | 2015  | 2020  | 2022  | - |
| ----- | ----- | ----- | ----- | ----- | ----- | ----- | ----- | - |
| 2 875 | 3 311 | 3 146 | 3 093 | 3 258 | 3 214 | 2 891 | 2 822 | - |

## Vie locale

### Enseignement
- École primaire et maternelle du Chambourg ;
- École primaire et maternelle du Witz.

### Sports
- VTT et cyclisme : l'Association sportive du Cyclo-VTT Woustviller (club fondé en 1998) regroupe majoritairement des passionnés de VTT. Le club est affilié depuis son origine à la FFCT (Fédération Française de Cyclotourisme) et a créé une école-cyclo pour l'accueil des jeunes entre 8 et 18 ans. Depuis 2 ans, une section UFOLEP a été créée pour permettre à ceux qui le souhaitent de découvrir la compétition.
- Football Vétérans : l'Association Sportive des Vétérans de Woustviller.
- ACAW
- Tennis Club de Woustviller : l'Association de Tennis de Woustviller. Née en 1981, cette association est ouverte à tous les types de pratiquants et aux joueurs de tous âges, qu’ils soient des compétiteurs avertis ou des passionnés du « Tennis Loisir ».

## Culture locale et patrimoine

### Lieux et monuments
- Vestiges gallo-romains ;
- Monument aux morts ;
- Chemin de Vie.
- Église Saint-Jean-Baptiste de 1805, détruite en 1944 ; nouvelle église 1965.
- Grotte de la Vierge.

### Personnalités liées à la commune
- Edouard Jaunez, maire de Sarreguemines jusqu’en 1887.
- Gaspard Miceli (1952), poète et auteur de chansons. Membre de la SACEM. Quelques 45 tours avec le groupe rock Mephisto dans les années 1980, puis avec Cindy Sander dans les années 2000.
- Jean Pirro (1831), linguiste auteur d'une langue auxiliaire internationale en 1868, l'Universalglot.

### Héraldique
| Blason de Woustviller | Blason  | De gueules au pal d'argent chargé de trois losanges d'azur, accompagné de quatre roses tigées et feuillées d'argent mouvantes du pal. |
| Blason de Woustviller | Détails | Officialisé le 29 novembre 1961. |

### Jumelages
Wustweiler (Allemagne) depuis 1996.